# Croazia ai Giochi olimpici
La Croazia partecipò per la prima volta ai Giochi olimpici nel 1992, in occasione dei XVI Giochi olimpici invernali, svoltasi ad Albertville, in seguito all'indipendenza della Croazia dalla Repubblica Socialista Federale di Jugoslavia avvenuta l'anno prima.
Il Comitato Olimpico Croato, creato nel 1991, venne riconosciuto dal CIO nel 1993.

## Medagliere

### Olimpiadi estive
| Giochi              | Oro | Argento | Bronzo | Totale |
| ------------------- | --- | ------- | ------ | ------ |
| Barcellona 1992     | 0   | 1       | 2      | 3      |
| Atlanta 1996        | 1   | 1       | 0      | 2      |
| Sydney 2000         | 1   | 0       | 1      | 2      |
| Atene 2004          | 1   | 2       | 2      | 5      |
| Pechino 2008        | 0   | 2       | 3      | 5      |
| Londra 2012         | 3   | 1       | 2      | 6      |
| Rio de Janeiro 2016 | 5   | 3       | 2      | 10     |
| Tokyo 2020          | 3   | 3       | 2      | 8      |
| Parigi 2024         | 2   | 2       | 3      | 7      |
| Totale              | 16  | 15      | 17     | 48     |

### Olimpiadi invernali
| Giochi              | Oro | Argento | Bronzo | Totale |
| ------------------- | --- | ------- | ------ | ------ |
| Albertville 1992    | 0   | 0       | 0      | 0      |
| Lillehammer 1996    | 0   | 0       | 0      | 0      |
| Nagano 1998         | 0   | 0       | 0      | 0      |
| Salt Lake City 2002 | 3   | 1       | 0      | 4      |
| Torino 2006         | 1   | 2       | 0      | 3      |
| Vancouver 2010      | 0   | 2       | 1      | 3      |
| Soči 2014           | 0   | 1       | 0      | 1      |
| Pyeongchang 2018    | 0   | 0       | 0      | 0      |
| Pechino 2022        | 0   | 0       | 0      | 0      |
| Totale              | 4   | 6       | 1      | 11     |

## Medaglie per disciplina

### Olimpiadi estive
| Sport             | Oro | Argento | Bronzo | Totale |
| ----------------- | --- | ------- | ------ | ------ |
| Atletica leggera  | 3   | 1       | 1      | 5      |
| Canottaggio       | 3   | 3       | 2      | 8      |
| Pallamano         | 2   | 0       | 1      | 3      |
| Tiro              | 2   | 0       | 2      | 4      |
| Tennis            | 1   | 2       | 3      | 6      |
| Pallanuoto        | 1   | 3       | 0      | 4      |
| Vela              | 1   | 2       | 0      | 3      |
| Taekwondo         | 1   | 0       | 5      | 6      |
| Sollevamento pesi | 1   | 0       | 1      | 2      |
| Ginnastica        | 0   | 2       | 0      | 2      |
| Pallacanestro     | 0   | 1       | 0      | 1      |
| Nuoto             | 0   | 1       | 0      | 1      |
| Pugilato          | 0   | 0       | 1      | 1      |
| Totale            | 16  | 15      | 17     | 48     |

### Olimpiadi invernali
| Sport      | Oro | Argento | Bronzo | Totale |
| ---------- | --- | ------- | ------ | ------ |
| Sci alpino | 4   | 6       | 0      | 10     |
| Biathlon   | 0   | 0       | 1      | 1      |
| Totale     | 4   | 6       | 1      | 11     |